# Frohburger Dreieck
Das Frohburger Dreieck ist eine Motorsport-Rennstrecke für Straßenrennen in Sachsen. Die Strecke ist eine 4,8 km lange temporäre Straßenrennstrecke für den Motorsport und liegt am Südausgang Frohburgs zwischen Leipzig und Chemnitz. Das erste Rennen auf der damals noch 5,8 km langen Variante im Layout eines Dreieckskurses fand 1960 statt.

## Geschichte

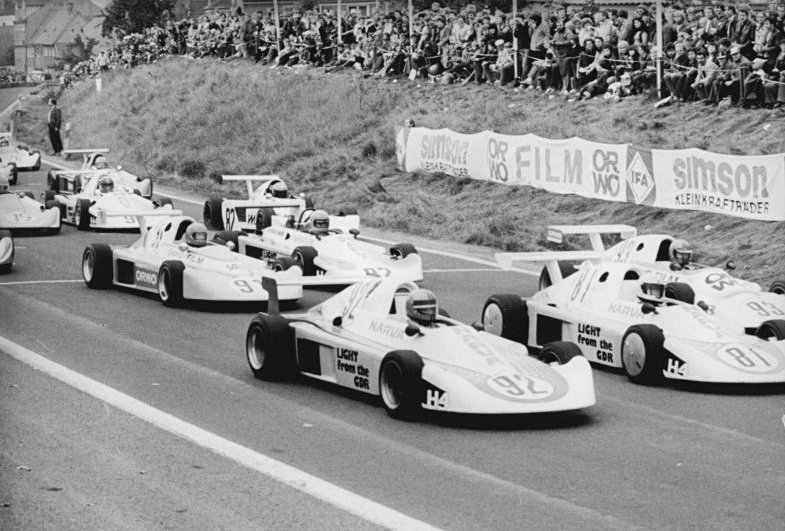
21. Frohburger Dreieckrennen: Start zum letzten Saison-Wertungslauf der DDR-Meisterschaften der Rennwagen B 8 bis 1300 cm³, Leistungsklasse 1 (1981)

Von 1960 bis 1974 wurde die Strecke auf ihrer 5,834 km langen Ursprungsvariante als reiner straßengebundener Dreieckskurs genutzt. Bis 1972 starteten auch Spitzenfahrer aus dem „kapitalistischen Ausland“, beispielsweise Bob Coulter aus Irland, der australische Fahrer Eric Hinton, Kent Andersson aus Schweden sowie der neuseeländische Rennfahrer Ginger Molloy. Außerdem starteten auch Fahrer aus der Schweiz, Finnland, Österreich und Holland. Ab 1973 waren nur noch Starter aus den sozialistischen Staaten Osteuropas und Kuba zugelassen.
Ab 1974 verkürzte sich durch den Umbau der „Jugendkurve“ die Strecke um wenige Meter. Ab 1985 wurde aus Sicherheitsgründen eine Schikane vor dem Sprunghügel installiert.
Von 1975 bis 1990 wurden jeweils 2 getrennte Veranstaltungen für Motorräder und Automobile ausgerichtet. Seit 2003 werden Automobilveranstaltungen nur noch auf fallweise stattfindende Classic-Events begrenzt ausgerichtet.
Ab 1993 verzichtete man auf die Ortsdurchfahrt in Frohburg und verkürzte die Strecke durch den Einbau einer Querspange auf 4,78 km. Der Kurs hat seitdem ein eher viereckiges Layout. Die Schikane vor der Wolfskurve wurde im Folgejahr 1994 erstmals in die Streckenführung eingebunden.

## Veranstaltungen
Von der Eröffnung 1960 bis 2019 fanden insgesamt mindestens 78 Rennveranstaltungen auf dem Kurs statt. Während in den ersten Jahren die Strecke nur einmal im Jahr für Motorrad-Rennen als Rennstrecke hergerichtet wurde, kamen ab 1970 auch kombinierte Veranstaltungen für Motorräder und Automobile vor. Dabei war die Strecke eine von 3 deutschen Saisonstationen der Formula Easter. 1968 fiel die geplante Veranstaltung wegen des Einmarsches der Warschauer-Pakt-Truppen in die CSSR aus.
Bis 1990 wurden Punkte für die DDR-Meisterschaft und für den Pokal für Frieden und Freundschaft vergeben. Nach der Wiedervereinigung Deutschlands waren wieder westdeutsche Fahrer zur Teilnahme berechtigt. Die größte Überraschung gelang dem Frohburger Club, als sich 1995 mit Joey Dunlop einer der erfolgreichsten Motorradrennfahrer zum Frohburger Dreieckrennen gemeldet hatte. Im Jahr 2014 meldete sich Michael Dunlop, der Neffe von Joey Dunlop zum Rennen.
Aktuell ist das Frohburger Dreieck regelmäßiger Bestandteil der International Road Racing Championship für Superbike und Supersport-Motorräder. Die Veranstaltungen werden vom lokalen MSC Frohburger Dreieck e. V. im ADAC organisiert. Im Rahmenprogramm starten ferner weitere Zweiradserien wie die Moto Trophy, der Honda Talent Cup oder der Twin Cup.